# Beckerellus melanopus
Beckerellus melanopus är en tvåvingeart som först beskrevs av Mario Bezzi 1924.  Beckerellus melanopus ingår i släktet Beckerellus och familjen svävflugor. Inga underarter finns listade i Catalogue of Life.